# 上海交通大学法华校区

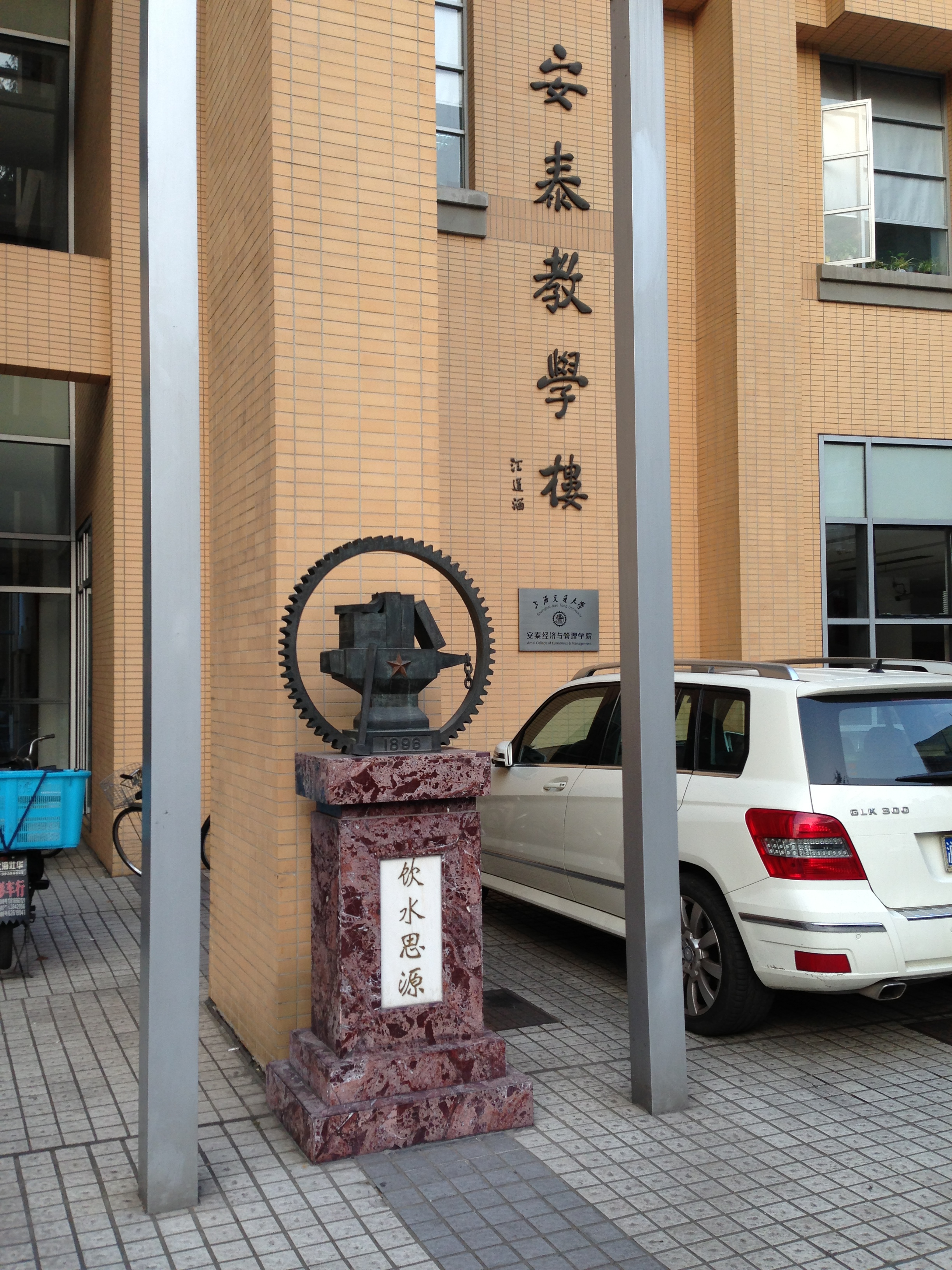
上海交通大学法华校区安泰教学楼前的饮水思源碑

上海交通大学法华校区，又称法华镇路校区，为上海交通大学的一个校区，位于上海市长宁区法华镇路535号。该校区占地面积为51亩。
该校区现为上海交通大学安泰经济与管理学院所在校区，使用者主要为安泰经管学院本科四年级学生以及研究生。
该校址原为法华禅寺所在地，“法华”一名取自《妙法莲华经》。该寺最初兴建于北宋开宝三年（970年），历代多次重修。咸丰十年（1860年），太平军在法华禅寺满月阁存放火药，当年农历七月初二日发生火灾，禅寺遂渐次坍废，后于民国初年重建。1930年拆除寺院，在原址兴建正始中学，现法华校区北楼即为原正始中学大礼堂。1949年后建成中共上海市委党校，1959年上海市委将党校移交给上海交通大学，1961年起作为上海交大基础部使用。1986年上海交通大学管理学院（现上海交通大学安泰经济与管理学院）搬迁至此。
目前上海交通大学校方已决定将安泰经管学院搬迁至上海交通大学徐汇校区，使用改建后的包兆龙图书馆作为学院楼。